# Тайска кухня
Тайската (или тайландска) кухня (на тайски: อาหารไทย) е националната кухня на Тайланд.
Тайландското готвене поставя акцент върху леки ястия със силни ароматни компоненти и пикантенен вкус. При нея се обръща особено внимание към детайлите – вкуса, цвета като се използват съставки с лечебни свойства, както и грижа за външния вид, миризмата и съдържанието. Австралийският готвач Дейвид Томпсън, експерт по тайландска храна, отбелязва, че за разлика от много други кухни, тайландската е за жонглиране с различни елементи, за да се създаде хармоничен завършек. Като сложен музикален акорд, той трябва да има гладка повърхност, но да няма значение какво се случва отдолу. Простотата изобщо не е целта тук.
Традиционната тайландска кухня се разделя на четири категории: tom (варени ястия), yam (пикантни салати), tam (бити храни) и gaeng (къри). Пържените картофи и ястията на пара произлизат от китайската кухня.
През 2017 г. седем тайландски ястия се появяват в списъка на „50-те най-добри храни в света“ – онлайн анкета от 35 хил. души по целия свят, проведена от CNN Travel. Тайланд има повече ястия в списъка, от която и да е друга държава.
Тайландската кухня и кулинарните традиции и кухни на съседните на Тайланд, особено Индия, Малайзия и Индонезия, си влияят взаимно в продължение на много векове. Според написаното от тайландския монах преподобни Будадаса Бхику в „Благосклонността на Индия към Тайланд“ тайландската кухня е повлияна от индийската кухня. Той пише, че тайландците са се научили да използват подправките в храната си по различни начини от индийците. Те също се сдобиват с методите за приготвяне на билкови лекарства от индийците.
Люти чушки, произхождащи от Америка, са внесени в Тайланд от португалците и испанците. Западното влияние започва през 1511 г., когато е създадена първата португалска дипломатическа мисия, където кокосовото мляко замества кравето мляко в производството на крем. Твърди се, че тези ястия са донесени в Тайланд през XVII век от Мария Гуйомар де Пиня, жена от смесен японско-португалско-бенгалски произход, която е родена в Аютая и става съпруга на Константин Геракис, гръцки съветник на крал Нарай. Най-забележителното влияние от Запада е въвеждането на лют червен пипер от Америка през XVI или XVII век. Той и оризът са две от най-важните съставки в тайландската кухня. По време на Колумбоция обмен португалските и испанските кораби донасят нови храни от Америка, включително домати, царевица, папая, грахови патладжани, ананас, тикви, кулантро, кашу и фъстъци.